# Remanufacture
Remanufacture, egentligen Remanufacture – Cloning Technology, är ett remixalbum från 1997 av bandet Fear Factory. Albumet remastrades och återutgavs 2005.

## Låtlista
1. "Remanufacture (Demanufacture)" - 6:43
2. "National Panel Beating (Body Hammer)" - 4:38
3. "Genetic Blueprint (New Breed)" - 4:23
4. "Faithless (Zero Signal)" - 5:25
5. "Bionic Chronic" - 0:33
6. "Cloning Technology (Replica)" - 5:52
7. "Burn (Flashpoint)" - 5:06
8. "T-1000 (H-K)" - 4:07
9. "Machines of Hate (Self Bias Resistor)" - 5:50
10. "21st Century Jesus (P*sschrist)" - 7:19
11. "Bound for Forgiveness (A Therapy for Pain)" - 6:00
12. "Refinery" - 3:17
13. "Remanufacture" (edited version) - 5:28
14. "Transgenic" (bonusspår) - 5:36